# Elvis Stahr
Elvis Jacob Stahr Jr., född 9 mars 1916 i Hickman i Kentucky, död 11 november 1998 i Greenwich i Connecticut, var en amerikansk akademisk ledare, militär, miljöaktivist och politiker (demokrat). Han var USA:s arméminister 1961–1962 under Grisbuktsinvasionen och Berlinkrisen.
Stahr utexaminerades 1936 från University of Kentucky och fick sedan ett Rhodesstipendium till Oxfords universitet där han studerade juridik. År 1939 återvände han till USA, tjänstgjorde sedan i andra världskriget i USA:s armé och avancerade till överstelöjtnant. Efter andra världskriget arbetade han som advokat i New York. År 1947 blev han professor i juridik vid University of Kentucky där han var dekanus för juridiska fakulteten 1948–1957. Därefter var han vicekansler vid University of Pittsburgh. Han var sedan rektor för West Virginia University 1959–1961.
Stahr var arméminister under president John F. Kennedy och tjänstgjorde sedan som rektor för Indiana University 1962–1968. Han fördömde kraftigt de studenter som protesterade mot Vietnamkriget när de ropade "mördare" åt utrikesministern Dean Rusk som besökte universitetet den 31 oktober 1967. Enligt Stahr byggde den akademiska friheten på respekt för avvikande uppfattningar. Som rektor hejade han entusiastiskt på collegelaget Indiana Hoosiers i amerikansk fotboll och fick se laget spela i finalen av Rose Bowl den 1 januari 1968. Han var även en framstående miljövän och fungerade som ordförande för National Audubon Society 1968–1979.